# Wynyard Park
Wynyard Park è un piccolo parco urbano nella località di Wynyard, Sydney. Si trova nel distretto affaristico centrale, circondato da York, Carrington, Margaret e Barrack Street. Intorno ad esso sorgono alti edifici in stile architettonico contemporaneo; agli angoli nord-occidentale e nord-orientale si trovano le entrate alla stazione ferroviaria.

## Storia
Lo spazio dove ora si trova Wynyard Park era originariamente la piazza d'armi della prima caserma militare costruita poco dopo la fondazione di Sydney nel 1788. Originariamente il parco era molto più grande sull'asse nord-sud, estendendosi da Barrack Street fino alla Chiesa di San Filippo.
La piazza è stata adibita ufficialmente a parco pubblico nel 1887, mentre nel 1891 è stato eretto al suo centro un memoriale in onore di John Dunmore Lang, uno dei primi sostenitori dell'indipendentismo australiano, che aveva vissuto nelle vicinanze. Nel 1925 il parco è stato quasi completamente dissotterrato per permettere la costruzione di una ferrovia; analogamente accadde nel 1996, quando venne costruita una nuova entrata per la limitrofa Wynyard Station.
Nel 1998 il parco ha subito, a oggi, gli ultimi interventi di restauro.